# Лосев, Евгений Сергеевич
Евге́ний Серге́евич Ло́сев (род. 3 февраля 1979, Калуга, СССР) — российский футболист и тренер. Главный тренер клуба «Калуга».

## Карьера
Воспитанник калужского футбола. Первый тренер — Александр Евгеньевич Павлов. Известность получил по выступлениям за ярославский «Шинник». В 2001 году вместе с командой Лосев выиграл турнир Первого дивизиона. В 5 туре чемпионата России в высшем дивизионе нападающий отметился дублем в ворота московского «Динамо». В начале следующего сезона покинул «Шинник». В дальнейшем выступал за ряд команд первого и второго дивизионов чемпионата России.
С 2010 по 2015 год играл за ивановский «Текстильщик», долгое время являлся капитаном команды. После окончания сезона 2014/15 Евгений Лосев принял решение завершить свою спортивную карьеру. Однако в июне 2015 года подписал однолетний контракт с ФК «Калуга». В сезоне 2017/18 перешёл в клуб «Луки-Энергия», фактически став играющим тренером. По завершении сезона окончательно завершил карьеру футболиста и продолжил работу в клубе в тренерском штабе Сергея Осадчука.
Окончил Ярославский государственный педагогический университет имени К. Д. Ушинского.